# ルータ (工具)

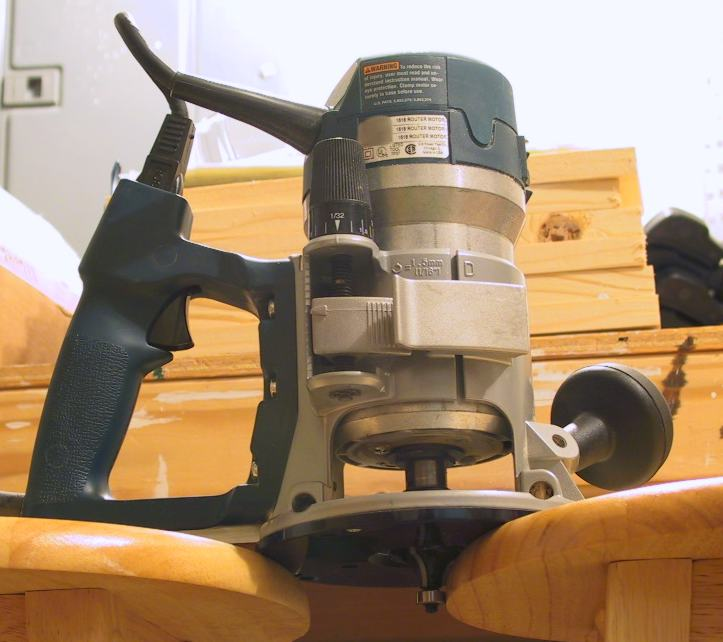
ルータ

ルータ（英語: router）は、木材の面取り・ホゾつくり・溝切り・切断をする為の木工用電動工具である。ルーターと長音符を付けた呼び方も時々みられるが、JISC9745-2-17手持ち形電動工具－安全性において「ルータ」の用語となっている。国内主要メーカーのカタログも名称は「ルータ」となっている。
使用する先端ビットは、軸径は6ミリメートル、8ミリメートル、12ミリメートルが使用できる。欧米では、1／2インチ＝12.7ミリメートルが主流である。ただし、軸径の異なるビットを使用する場合は、コレットスリーブを交換する必要がある。ルータはトリマに比べ大きなモーターを使用しており重切削加工ができる。作業時には、ボディ（本体）両側のハンドルを両手で支えて使用する。切削深さ固定のトリマと違い、ボディが上下するプランジング機能が付いており、作動中に最初に設定した深さまでの掘り込みと設定深さ位置での停止、自動復帰ができる。

## 主要メーカー
| - Stanley Black & Decker（スタンレーブラック・アンド・デッカー） - Porter-Cable（ポーター・ケーブル） - DREMEL（ドレメル） - DeWalt（デュオルト） - Bosch（ボッシュ） - Milwaukee（ミルウォーキー） - Skil（スキル） - Festool（フェスツール） | - Freud（フロイド、イタリア） - AEG（アーエーゲー、ドイツ） - Metabo（メタボ、ドイツ） - triton（トリトン、オーストラリア） - マキタ - 京セラインダストリアルツールズ - 工機ホールディングス |